# Volleyballclub Sm'Aesch Pfeffingen 2011-2012
Questa voce raccoglie le informazioni riguardanti il Volleyballclub Sm'Aesch Pfeffingen nella stagione 2011-2012.

## Organigramma societario
Area direttiva
- Presidente: Werner Schmid

Area tecnica
- Primo allenatore: Jana Šuriková

## Rosa
| N° | Nome                | Ruolo | Data di nascita   | Nazionalità sportiva |
| -- | ------------------- | ----- | ----------------- | -------------------- |
| 1  | Izabela de Olivia   | C     | 4 maggio 1986     | Brasile              |
| 2  | Kerley Becker       | C     | 20 settembre 1986 | Brasile              |
| 3  | Selene Hänggi       | S     | 11 febbraio 1992  | Svizzera             |
| 5  | Fabienne Geiger     | S     | 18 maggio 1994    | Svizzera             |
| 6  | Linda Damerau       | C     | 12 agosto 1987    | Svizzera             |
| 7  | Dominika Jarotta    | P     | 7 giugno 1991     | Svizzera             |
| 8  | Alexandra Keller    | S     | 17 novembre 1993  | Svizzera             |
| 9  | Nadine Jenny        | L     | 13 giugno 1990    | Svizzera             |
| 10 | Stephanie Bannwart  | P     | 11 gennaio 1991   | Svizzera             |
| 11 | Martina Franková    | S     | 23 dicembre 1982  | Rep. Ceca            |
| 13 | Dominique Haussener | L     | 11 gennaio 1994   | Svizzera             |
| 14 | Joana Winter        | S/O   | 2 gennaio 1993    | Svizzera             |
| 15 | Laura Tschopp       | S     | 2 aprile 1984     | Svizzera             |